# Valle Hidalgo, Cadereyta Jiménez
Valle Hidalgo är en ort i Mexiko.   Den ligger i kommunen Cadereyta Jiménez och delstaten Nuevo León, i den centrala delen av landet, 700 km norr om huvudstaden Mexico City. Valle Hidalgo ligger 294 meter över havet och antalet invånare är 340.
Terrängen runt Valle Hidalgo är platt. Runt Valle Hidalgo är det mycket glesbefolkat, med 6 invånare per kvadratkilometer. Närmaste större samhälle är Congregación Calles, 18,9 km sydväst om Valle Hidalgo. Trakten runt Valle Hidalgo består i huvudsak av gräsmarker.